# Curie-Tiefe
Als Curie-Tiefe wird die Isofläche unter der Erdoberfläche bezeichnet, auf der es so heiß ist, dass die Curie-Temperatur der ferromagnetischen Minerale in der Gesteinskruste erreicht wird. Benannt ist sie nach ihrem Entdecker Pierre Curie.
In der kontinentalen Kruste wird diese Temperatur üblicherweise bei etwa 11–20 km Tiefe erreicht, in der ozeanischen Kruste aufgrund der Materialabhängigkeit der Curie-Temperatur oft bereits nach wenigen Kilometern. Üblicherweise wird die Curie-Tiefe durch aeromagnetische Messungen oder magnetischen Messungen mit Satelliten festgestellt.

## Curie-Tiefe nach Regionen
Bei Messungen auf Kreta wurde eine Curie-Tiefe von 24–28 km festgestellt.
In der Türkei befindet sich die Curie-Tiefe im Gebiet der Ägäis bei 6–10 km. Die höchsten Werte liegen in der Türkei bei 20–29 km.